# Pollaplonyx csorbai
Pollaplonyx csorbai är en skalbaggsart som beskrevs av Keith 2008. Pollaplonyx csorbai ingår i släktet Pollaplonyx och familjen Melolonthidae. Inga underarter finns listade i Catalogue of Life.